# Internationale Friedensfahrt 1975
Die 28. Internationale Friedensfahrt war ein Radrennen, das vom 8. bis 22. Mai 1975 ausgetragen wurde.
Die 28. Auflage dieses Radrennens bestand aus 13 Einzeletappen und führte auf einer Gesamtlänge von 1915 km von Ost-Berlin über Prag nach Warschau. Mannschaftssieger war die Sowjetunion. Der beste Bergfahrer war Ryszard Szurkowski aus Polen.
Mit Peter Weibel gewann erstmals ein Fahrer aus der BRD eine Etappe.

## Teams und Fahrer
Insgesamt starteten 102 Fahrer aus 17 Ländern zur ersten Etappe in Berlin. Teilnehmende Nationen waren Polen, Bulgarien, Rumänien, Tschechoslowakei, Spanien, Vereinigtes Königreich, Norwegen, BR Deutschland, Dänemark, DDR, UdSSR, Belgien, Ungarn, Kuba, Italien, Niederlande und Jugoslawien. Alle Mannschaften starteten mit sechs Fahrern.
| 1 – Stanisław Boniecki 2 – Jan Brzeźny 3 – Tadeusz Mytnik 4 – Mieczysław Nowicki 5 – Stanisław Szozda 6 – Ryszard Szurkowski |

| 07 – Stojan Bobekow 08 – Martin Martinow 09 – Iwan Popow 10 – Nentscho Stajkow 11 – Dimitar Stefanow Trajkow 12 – Iwan Stefanow |

| 13 – Ion Cojocaru 14 – Eugen Dulgheru 15 – Nicolae Gavrila 16 – Valentin Hota 17 – Vasile Pascale 18 – Vasile Selejan |

| 19 – Antonín Bartoníček 20 – Jiří Konečný 21 – Svatopluk Henke 22 – František Kališ 23 – Vlastimil Moravec 24 – Jiří Bartolšic |

| 25 – Francisco Fernández 26 – Angel Lopez 27 – Jesús López Carril 28 – Enrique Martínez Heredia 29 – Juan José Moral 30 – Félix Suárez |

| 31 – Colin Davison 32 – Bob Downs 33 – Allan Kemp 34 – David Pittman 35 – Ray Taylor 36 – Michael Wishart |

| 37 – Thorleif Andresen 38 – Tom Biseth 39 – Stein Bråthen 40 – Pål Henning Hansen 41 – Magne Orre 42 – Jostein Wilmann |

| 43 – Herbert Brehm 44 – Michael Schultz 45 – Volker Kassun 46 – Olaf Paltian 47 – Wilfried Trott 48 – Peter Weibel |

| 49 – Peter Damgaard 50 – Per Nørup-Hansen 51 – Allan Hillers 52 – Jan Høegh 53 – Henning Jörgensen 54 – Kjell Rodian |

| 55 – Karl-Dietrich Diers 56 – Hans-Joachim Hartnick 57 – Wolfram Kühn 58 – Gerhard Lauke 59 – Michael Milde 60 – Michael Schiffner |

| 61 – Alexander Gusjatnikow 62 – Alexander Judin 63 – Waleri Lichatschow 64 – Wladimir Ossokin 65 – Aavo Pikkuus 66 – Waleri Tschaplygin |

| 67 – Dirk Op de Beeck 68 – Jackie de Clerck 69 – Ludo Loos 70 – Leo van Thiel 71 – Ludo Gijsels 72 – Gustaf Verboven |

| 73 – Tibor Debreceni 74 – Imre Géra 75 – István Kiss 76 – János Sipos 77 – György Szuromi 78 – István Szlipcsevics |

| 79 – Jorge Gómez 80 – Carlos Cardet 81 – Roberto Menéndez 82 – Jorge Pérez 83 – Gonzales Prieto 84 – Rodriguez Santana |

| 91 – Vittorio Algeri 92 – Giuseppe Martinelli 93 – Gabriele Mirri 94 – Walter Polini 95 – Daniele Tinchella 96 – Massimo Tremolada |

| 097 – Henricus Botterhuis 098 – Herman Geldens 099 – Gerrit Mak 100 – Gerrit-Jacob St. Nicolaas 101 – Gerrit Pronk 102 – Jan Zujdweg |

| 103 – Branko Bedekovic 104 – Drago Frelih 105 – Milenko Janjic 106 – Jože Valenčič 107 – Dusan Vidmar 108 – Slavko Zagar |

## Details
| Ergebnis | Ergebnis              | Ergebnis      | Ergebnis | Ergebnis |
| -------- | --------------------- | ------------- | -------- | -------- |
| Erster   | Ryszard Szurkowski    | ø 43,2 km/std | Polen    |          |
| Zweiter  | Hans-Joachim Hartnick |               | DDR      |          |
| Dritter  | Aavo Pikkuus          |               | UdSSR    |          |

| Etappe     | Start – Ziel                | Etappensieger                    | Etappen- länge | Fahrzeit |
| ---------- | --------------------------- | -------------------------------- | -------------- | -------- |
| 0Prolog    | Mannschaftseinzelzeitfahren | István Szlipcsevics Ungarn       | 6 × 7 km       | 2:49:28  |
| 01. Etappe | Ost-Berlin – Magdeburg      | Hans-Joachim Hartnick DDR        | 167 km         | 3:46:27  |
| 02. Etappe | Magdeburg – Gera            | Juan José Moral Arnaíz Spanien   | 161 km         | 4:06:53  |
| 03. Etappe | Gera – Karl-Marx-Stadt      | Jan Brzeźny Polen                | 140 km         | 3:34:35  |
| 04. Etappe | Freiberg – Prag             | Waleri Lichatschow Sowjetunion   | 164 km         | 4:06:09  |
| 05. Etappe | Prag – Hradec Králové       | Peter Weibel BR Deutschland      | 167 km         | 4:05:33  |
| 06. Etappe | Hradec Králové – Olmütz     | Frantisek Kalis Tschechoslowakei | 167 km         | 3:44:20  |
| 07. Etappe | Lipník nad Bečvou – Třinec  | Enrique Martínez Spanien         | 156 km         | 3:39:54  |
| 08. Etappe | Třinec – Opole              | Ryszard Szurkowski Polen         | 168 km         | 3:54:41  |
| 09. Etappe | Wrocław – Zielona Góra      | Stanisław Szozda Polen           | 137 km         | 3:19:30  |
| 10. Etappe | Głogów – Kalisz             | Waleri Lichatschow Sowjetunion   | 145 km         | 3:06:10  |
| 11. Etappe | Kalisz – Konin              | Tadeusz Mytnik Polen             | 039 km         | 2:47:13  |
| 12. Etappe | Konin – Łódź                | Stanisław Boniecki Polen         | 112 km         | 2:18:22  |
| 13. Etappe | Łódź – Warschau             | Waleri Lichatschow Sowjetunion   | 178 km         | 3:48:18  |